# Petrochelidon fuliginosa
A Petrochelidon fuliginosa a verébalakúak (Passeriformes) rendjébe, ezen belül a fecskefélék (Hirundinidae) családjába és a Petrochelidon nembe tartozó faj. 12 centiméter hosszú. Egyenlítői-Guinea, Gabon, Kamerun, a Kongói Köztársaság és Nigéria alacsonyan fekvő erdős területein él. Rovarevő. Januártól novemberig költ.

## Fordítás
- Ez a szócikk részben vagy egészben  a   Forest swallow című angol Wikipédia-szócikk fordításán alapul.  Az eredeti cikk szerkesztőit annak laptörténete sorolja fel. Ez a jelzés csupán a megfogalmazás eredetét és a szerzői jogokat jelzi, nem szolgál a cikkben szereplő információk forrásmegjelöléseként.